# Saltillo, Coahuila
Saltillo este capitala statului Coahuila din Mexic.